# Pipile
Pipile – rodzaj ptaków z rodziny czubaczy (Cracidae).

## Zasięg występowania
Rodzaj obejmuje gatunki występujące w Ameryce Południowej.

## Morfologia
Długość ciała 63,5–76 cm; masa ciała 1100–3300 g.

## Systematyka

### Etymologia
- Pipile: epitet gatunkowy Crax pipile Jacquin, 1784; niem. Pipile, nazwa dla grdacza trynidadzkiego ukuta przez Jacquina w 1784 roku, od łac. pipilare „ćwierkać, świstać”, od pipare „ćwierkać”[6].
- Cumana: Cumaná, Sucre, północno-wschodnia Wenezuela[7]. Nowa nazwa dla Pipile.

### Podział systematyczny
Taksony te przez część systematyków umieszczane są w rodzaju Aburria. Do rodzaju należą następujące gatunki:
- Pipile jacutinga (von Spix, 1825) – grdacz czarnoczelny
- Pipile pipile (von Jacquin, 1784) – grdacz trynidadzki
- Pipile cumanensis (von Jacquin, 1784) – grdacz modrogardły
- Pipile cujubi (von Pelzeln, 1858) – grdacz czerwonogardły